# Hoguera

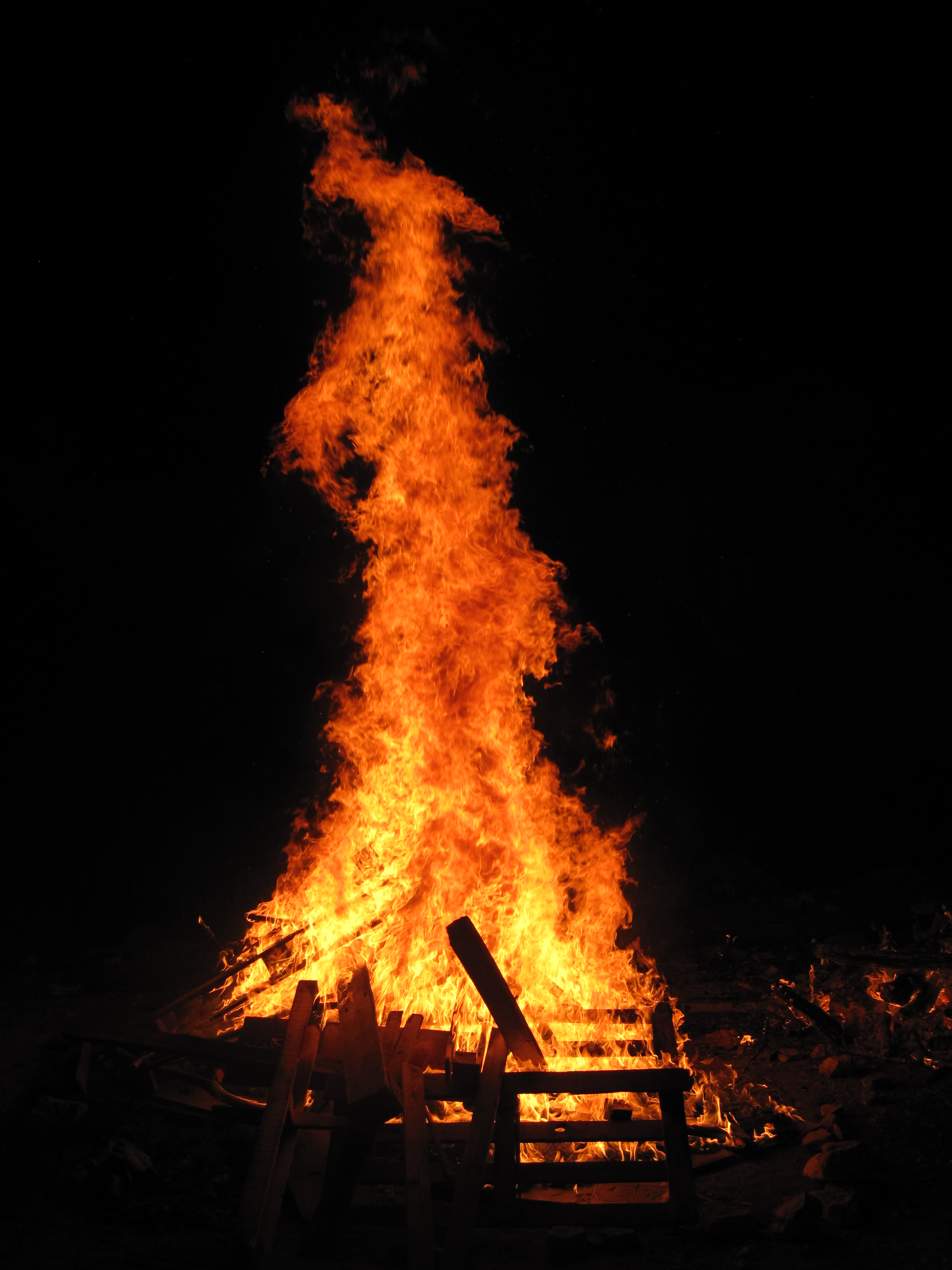
Fogata típica de la celebración judía de Lag Ba'omer.

Una hoguera, fogata, fogón, lumbre o pira es un fuego mantenido voluntariamente para calentarse, cocinar o celebrar ritos o fiestas.

## La hoguera como método de ejecución

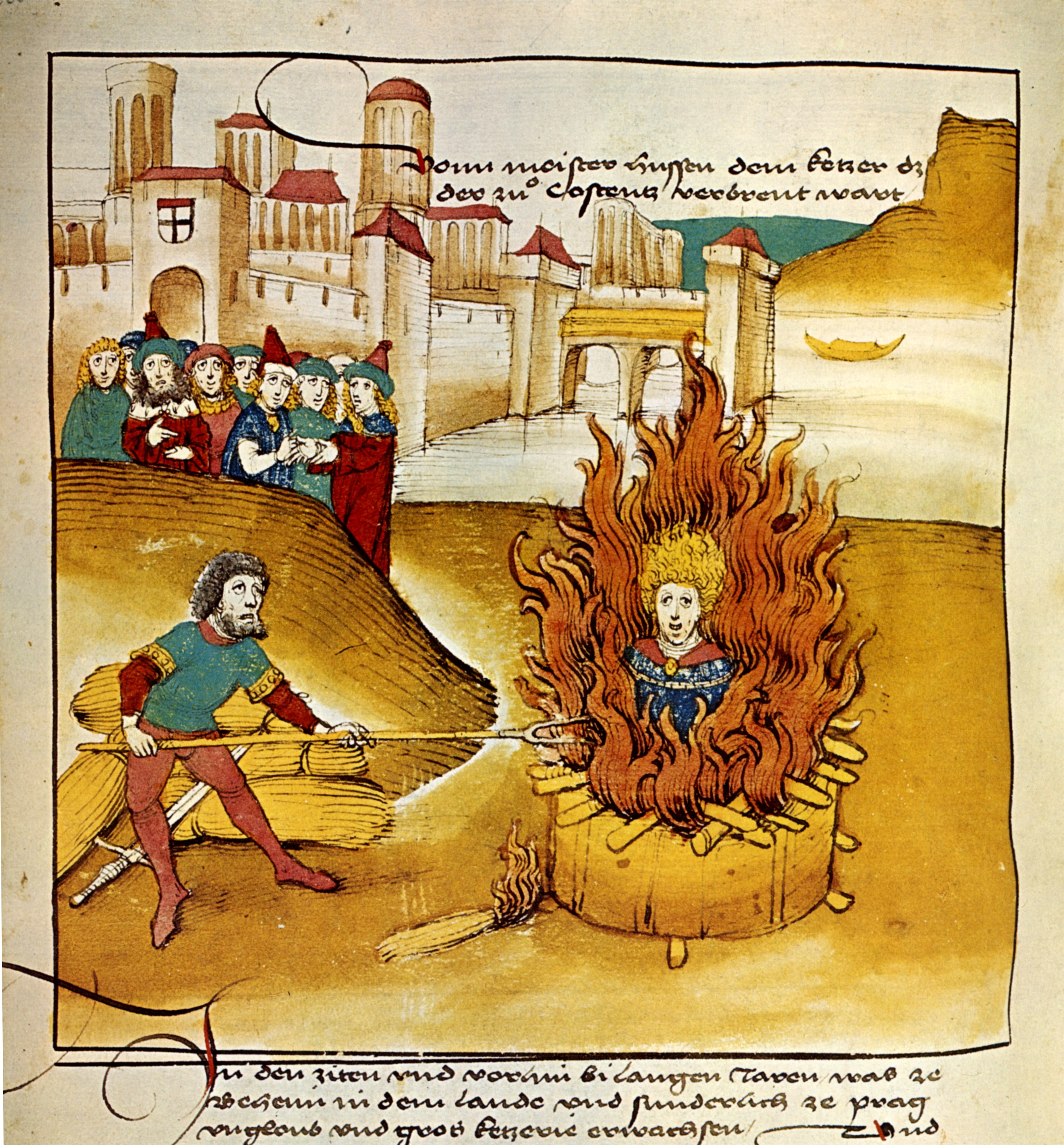
Ejecución de Jan Hus en 1485, quemado en la hoguera (Spiezer Schilling, 1485).

La hoguera también es un método de ejecución, que consiste en quemar vivo al condenado en el fuego. Dado el tiempo que tarda el condenado en morir, la hoguera se convierte en un método de ejecución muy doloroso.
Esta forma de ejecución está muy relacionada con ejecuciones por motivos religiosos, dada la idea de purificación que se le ha otorgado históricamente al fuego. Se sabe que pueblos como los celtas, usaban el fuego para hacer sacrificios humanos, al igual que otros muchos pueblos indígenas.
También la Santa Inquisición utilizó el fuego como forma de condenar la brujería o la herejía. Una de las más famosas ejecutadas por esta vía fue Juana de Arco.
No obstante, en numerosas ocasiones el reo o víctima de la hoguera no moría por contacto directo con el fuego, sino por la asfixia y el subsiguiente ataque cardíaco o producto del intenso humo producido por el fuego en la pira al ser respirado continuamente.

## La hoguera en la celebración de fiestas
La hoguera se ha empleado a lo largo de la historia en muchas celebraciones rituales, sobre todo las relacionadas con la llegada de los solsticios, desde tiempos prerromanos. 
En los países hispanos se celebra la noche de San Juan con multitud de hogueras, tradición heredada de las festividades en honor del solsticio de verano celebradas por celtas y romanos.
Las Hogueras de los Quintos, celebradas en Nochevieja en los municipios de Robledo de Chavela (Madrid, España) y Olombrada (Segovia, España), conmemoran la llegada del solsticio de invierno y del Año Nuevo. 
También próximo al solsticio de invierno y tras la cristianización de estos rituales muchas poblaciones de España celebran las tradicionales Hogueras de San Antón, San Antonio (17 enero) o San Sebastián (20 enero) con las que se pretendía quemar lo malo del año pasado y alejar al demonio y lo malo para el nuevo, ambos santos en la Edad Media eran los protectores contra la peste, el fuego de San Antón y otras enfermedades de la piel tan temidas. Una de las más conocidas es la de Canals. 
En Inglaterra, el 5 de noviembre se rememora la Bonfire Night (La noche de las hogueras), donde se simula que se quema en la hoguera al conspirador inglés Guy Fawkes, que quiso volar con pólvora el Parlamento.
La Hoguera de San Maximiliano o de San Maxi (término coloquial) se celebra entre la primera luna llena de marzo y el equinoccio de primavera. 
En Guatemala, cada 7 de diciembre se realizan hogueras para "quemar al diablo", la Quema del diablo, como una festividad para limpiar el mal de las casas y sus habitantes previo a la celebración del día de la Virgen de Concepción.